# Francisco Peralta Ballabriga
Francisco Peralta Ballabriga (Híjar, Teruel, 15 de agosto de 1911 - Zaragoza, 23 de agosto de 2006) fue un obispo español de la Iglesia católica, filósofo, teólogo y canonista. Fue obispo de Vitoria (1955-1978). 

## Biografía

### Formación
Inició sus estudios eclesiásticos en el Seminario Diocesano de Zaragoza (1921-1928), continuándolos en Roma (1929-1937), donde obtuvo tres doctorados: en Filosofía escolástica, en Sagrada Teología y en Derecho canónico. Además, obtuvo un diploma en Biblioteconomía en la Biblioteca Apostólica Vaticana.

### Vida sacerdotal
Fue ordenado sacerdote en 28 de marzo de 1936 y sus primeros trabajos pastorales fueron en su diócesis, como responsable de las parroquias de Jatiel, Castelnou y Puebla de Híjar. Además, fue profesor del seminario y de la Universidad de Zaragoza.
En 1944 fue nombrado canciller-secretario del Obispado de Huesca y profesor del Seminario de esta diócesis. En febrero de 1948, tras oposición, fue nombrado canónigo. Además, fue consiliario del Centro Universitario y de varias asociaciones de Acción Católica.

### Episcopado
Nombrado obispo de Vitoria en 9 de enero de 1955, y durante su etapa al frente de esta diócesis participó en todas las sesiones del Concilio Vaticano II, e impulsó en su diócesis la Reforma Litúrgica propiciada por el Concilio.
Presentó en 1978 la renuncia por edad, que le fue aceptada por  Pablo VI el 10 de julio de ese año. Permaneció en la diócesis como administrador apostólico hasta el 30 de marzo de 1979, fecha en que tomó posesión su sucesor, monseñor José María Larrauri.

#### Transición
En 1978 apoyó y suscribió la pastoral del cardenal Marcelo González, arzobispo de Toledo y primado de España, denunciando los errores de la Constitución de 1978 días ante su referéndum de ratificación. Los principales errores señalados son:
- La exclusión del nombre de Dios en una nación de bautizados.
- Falta de referencia a la ley natural, con lo que las leyes quedan a merced de los poderes públicos.
- Falta de garantías para la libertad de enseñanza y de seguridad a los padres para la formación religiosa de sus hijos.
- Falta de tutela para los valores de la familia y del matrimonio, abriendo las puertas del divorcio.
- Y la omisión del veto explícito al aborto.

Además de Peralta también la apoyaron y suscribieron otros siete obispos -la "gloriosa minoría"-: Segundo García, arzobispo de Burgos; Pablo Barrachina obispo de Orihuela-Alicante; Demetrio Mansilla, obispo de Ciudad Rodrigo; José Guerra Campos, obispo de Cuenca; Ángel Temiño, obispo de Orense; Laureano Castán, obispo de Sigüenza-Guadalajara; y Luis Franco, obispo de Tenerife.

## Sucesión
| Predecesor: José María Bueno Monreal | Obispo de Vitoria 1955 - 1979 | Sucesor: José María Larrauri Lafuente |

- Datos: Q3572107